# Campionati italiani di duathlon del 2011
I Campionati italiani di duathlon del 2011  sono stati organizzati dalla Federazione Italiana Triathlon e si sono tenuti a Cesate in Lombardia, in data 24 giugno 2011.
Tra gli uomini ha vinto Danilo Brustolon ( Fiamme Oro), mentre la gara femminile è andata a Maria Alfonsa Sella (T.D. Rimini).

## Risultati

### Élite uomini
| Pos. | Atleta               | Società sportiva             | Corsa    | Bici     | Corsa    | Totale   |
| ---- | -------------------- | ---------------------------- | -------- | -------- | -------- | -------- |
|      | Danilo Brustolon     | Fiamme Oro                   | 00:31:26 | 00:58:11 | 00:16:13 | 01:45:50 |
|      | Fausto Dotti         | Dr. Ingelmann                | 00:31:27 | 00:58:12 | 00:17:04 | 01:46:43 |
|      | Alessio Picco        | T.D. Rimini                  | 00:30:54 | 00:58:44 | 00:17:29 | 01:47:07 |
| 4    | Michele Insalata     | Canottieri Napoli            | 00:31:46 | 00:57:45 | 00:17:46 | 01:47:17 |
| 5    | Gianluca Frison      | Padova Nuoto Triathlon       | 00:31:43 | 00:57:44 | 00:17:52 | 01:47:19 |
| 6    | Luca Panzavolta      | Padova Nuoto Triathlon       | 00:33:12 | 00:57:00 | 00:17:12 | 01:47:24 |
| 7    | Alberto Della Pasqua | T.D. Rimini                  | 00:33:06 | 00:57:05 | 00:17:14 | 01:47:25 |
| 8    | Massimiliano Sansone | Poletti                      | 00:33:09 | 00:57:12 | 00:17:10 | 01:47:31 |
| 9    | Bruno Pasqualini     | Torino Triathlon             | 00:31:53 | 00:57:30 | 00:18:28 | 01:47:51 |
| 10   | Riccardo Alvano      | T.D. Rimini                  | 00:32:14 | 00:57:57 | 00:18:17 | 01:48:28 |
| 11   | Mario Melis          | Triathlon Cremona Stradivari | 00:31:53 | 00:58:25 | 00:18:14 | 01:48:32 |
| 12   | Daniel Antonioli     | Esercito                     | 00:31:42 | 00:58:23 | 00:18:42 | 01:48:47 |
| 13   | Alessandro Brustia   | Poletti                      | 00:33:07 | 00:57:01 | 00:19:05 | 01:49:13 |
| 14   | Corrado Armuzzi      | T.D. Rimini                  | 00:32:20 | 00:57:52 | 00:19:51 | 01:50:03 |
| 15   | Giovanni Laiso       | Canottieri Napoli            | 00:31:42 | 01:01:03 | 00:17:22 | 01:50:07 |
| 16   | Edmil Albertone      | Peperoncino Team             | 00:33:16 | 00:56:57 | 00:20:09 | 01:50:22 |
| 17   | Filippo Dal Maso     | Tri. Rari Nantes Marostica   | 00:32:49 | 00:59:49 | 00:17:50 | 01:50:28 |
| 18   | Paolo Sorichetti     | T.D. Rimini                  | 00:33:24 | 00:59:35 | 00:17:34 | 01:50:33 |
| 19   | Federico Banti       | Canottieri Mincio            | 00:33:30 | 00:59:32 | 00:17:43 | 01:50:45 |
| 20   | Gianluca Silvatico   | Piacenza Triathlon Vivo      | 00:33:37 | 00:59:26 | 00:17:54 | 01:50:57 |

### Élite donne
| Pos. | Atleta                     | Società sportiva        | Corsa    | Bici     | Corsa    | Totale   |
| ---- | -------------------------- | ----------------------- | -------- | -------- | -------- | -------- |
|      | Maria Alfonsa Sella        | T.D. Rimini             | 00:36:05 | 01:06:56 | 00:21:21 | 02:04:22 |
|      | Maria Grazia Prestigiacomo | Tennis Club Palermo 2   | 00:38:38 | 01:09:06 | 00:20:12 | 02:07:56 |
|      | Alice Capone               | Forhans Team            | 00:38:17 | 01:09:33 | 00:20:10 | 02:08:00 |
| 4    | Patrizia Dorsi             | Piacenza Triathlon Vivo | 00:39:11 | 01:07:39 | 00:21:14 | 02:08:04 |
| 5    | Paola Goldoni              | Desenzano Triathlon     | 00:39:58 | 01:07:34 | 00:20:35 | 02:08:07 |
| 6    | Elena Emilia Marocci       | Acli Giurati            | 00:38:23 | 01:09:10 | 00:20:47 | 02:08:20 |
| 7    | Consuelo Ferragina         | Canottieri Napoli       | 00:37:52 | 01:09:51 | 00:20:39 | 02:08:22 |
| 8    | Sabina Cangiamila          | Friesian Team           | 00:38:18 | 01:09:14 | 00:21:08 | 02:08:40 |
| 9    | Gisella Locardi            | Piacenza Triathlon Vivo | 00:38:16 | 01:09:29 | 00:20:56 | 02:08:41 |
| 10   | Daniela Pallaro            | Padova Triathlon        | 00:39:20 | 01:08:36 | 00:20:51 | 02:08:47 |
| 11   | Silvia Serafini            | T.D. Rimini             | 00:41:26 | 01:06:23 | 00:21:50 | 02:09:39 |
| 12   | Maria Ciocca               | T.D. Rimini             | 00:39:31 | 01:08:23 | 00:21:53 | 02:09:47 |
| 13   | Paola Zaghi                | Triathlon Pavese        | 00:38:05 | 01:12:39 | 00:21:44 | 02:12:28 |
| 14   | Nadia Rossi                | T.D. Rimini             | 00:39:12 | 01:07:39 | 00:25:44 | 02:12:35 |
| 15   | Ana Maria Cretu            | Atletica Bellinzago     | 00:39:28 | 01:14:07 | 00:21:59 | 02:15:34 |
| 16   | Marcella Chiavaccini       | 4 Mori Triathlon        | 00:43:14 | 01:09:20 | 00:23:38 | 02:16:12 |
| 17   | Cristina Fasolo            | Padova Triathlon        | 00:42:42 | 01:09:57 | 00:23:34 | 02:16:13 |
| 18   | Francesca Ravarotto        | Poletti                 | 00:43:08 | 01:10:41 | 00:23:40 | 02:17:29 |
| 19   | Luisa Caggiati             | T.D. Rimini             | 00:43:51 | 01:09:25 | 00:24:17 | 02:17:33 |
| 20   | Marta Landini              | DDS                     | 00:44:31 | 01:08:52 | 00:24:15 | 02:17:38 |